# Le Fauteuil 47 (film, 1926)
Pour les articles homonymes, voir Le Fauteuil 47 (homonymie).
Pour plus de détails, voir Fiche technique et Distribution.
Le Fauteuil 47 est un film muet franco-allemand réalisé par Gaston Ravel, sorti en 1926. Ce film est l'adaptation d'une pièce de théâtre de Louis Verneuil.

## Synopsis
Nuit après nuit, Paul Servius s'installe dans le fauteuil 47 d'un théâtre pour voir jouer l’artiste Gilberte Boulanger, qu’il adore éperdument. Étant myope et déjà mariée, cette derrière est incapable de reconnaitre exactement son admirateur secret. 

## Fiche technique
- Titre original : Le Fauteuil 47
- Titre allemand : Parkettsessel 47
- Réalisation : Gaston Ravel
- Scénario : Gaston Ravel, Tony Lekain
- Photographe : Ludwig Lippert
- Décors : Hermann Warm
- Musique : Jos von Streletzky
- Assistant : Wolfgang Geiger
- Société de production : Alga Films, Films Jean de Merly, Films Lothar Stark und Schwab
- Pays de production : Allemagne  République de Weimar, France
- Format : Noir et blanc — 35 mm — 1,33:1 — Muet
- Métrage : 2 277 mètres (8 bobines)
- Genre : Comédie
- Durée : 75 minutes et 55 secondes
- Dates de sortie : 
  - France : 7 juin 1926
  - Allemagne : 3 décembre 1926

## Distribution
- André Roanne : Paul Séverac
- Erna Morena : Gilberte Boulanger
- Muriel Dunsmuir : Christiane Argueil
- Maurice Salvany : Max Varigny
- Gustav Charle : Paolino Teillard
- Lotte Stein : Nachbarin
- Margarete Kupfer : Arsinoe
- Otto Treßler : Le baron Lebret
- Dolly Davis : Loulou Teillard
- Paul Morgan
- Hermann Vallentin